# Josef Ehinger
Josef Ehinger (* 23. Dezember 1889 in Meersburg; † 7. August 1955 ebenda) war ein deutscher Steinbildhauer, Holzbildhauer, Bildschnitzer und Restaurator.

## Leben
Josef Ehinger, Sohn des Meersburger Bäckermeisters Friedrich Ehinger trat nach abgeschlossener Bäckerlehre ohne Wissen der Eltern im April 1906 in die Bildhauer- und Restaurierungswerkstätte Mezger in Überlingen ein. Von seinem Lehrherrn Victor Mezger wurde er sofort als talentiert beurteilt, denn er erließ ihm das Lehrgeld. Die Lehre als Holzbildschnitzer absolvierte er bis April 1909 in Überlingen und Karlsruhe, dem Filialgeschäft der Mezgers. Dort erlernte er das Arbeiten mit Stein. Ferner besuchte er zunächst zwei Jahre die Gewerbliche Fortbildungsschule in Meersburg, 1909/1910 die Gewerbeschule in Überlingen und zum Schluss ein paar Monate die Großherzoglich Badische Kunstgewerbeschule in Karlsruhe. Ehinger schloss als „bester Holzschnitzer“ der Gewerbeschule die Ausbildung ab. 
1911 bis 1914 verbrachte er in Berlin an der Kunstgewerbeschule Charlottenburg. Trotz Stipendiums war er auf zusätzliche Einnahmen angewiesen, so verkaufte er schon damals erste Werke und arbeitete eine Zeitlang in einer Tischlerei. 1915 leistete er seinen Kriegsdienst im Ersten Weltkrieg und kehrte danach verwundet nach Meersburg zurück. Im Alter von 66 Jahren starb Ehinger in Meersburg. Die Kunststube übernahm seine Tochter Annette und sein Skulpturenwerk führte im Sinne seines verstorbenen Lehrherrn Berthold „Bertie“ Brandes weiter, da Ehingers Sohn Reinhard 1952 an Lungenentzündung verstarb.

## Künstlerische Phasen

### Bildschnitzer
1919 verwandelte Ehinger die väterliche Bäckerei am Schlossplatz in eine Bildschnitzerwerkstätte. Im Jahr 1920, in dem er auch heiratete, beteiligte er sich zusammen mit den berühmteren Künstlerkollegen Waldemar Flaig und Kasia von Szadurska an einer Kunstausstellung in Meersburg. Mit einem Kruzifix in Birnbaumholz mit Ornamentgrund erlangte er am 22. Februar 1923 den Meistertitel. Zwei Jahre später ging er eine Zeitlang in die Kunstmetropole München, um seine Studien zu ergänzen. 
Die meiste Zeit jedoch verbrachte er in Meersburg. Dort arbeitete er gelegentlich mit den überregional bekannten Malern Hans Dieter und Kasia von Szadurska zusammen, u. a. bei Hausaltären und Möbeln. 1932 verlagerte er seine Werkstatt in die Mesmerstraße – etwas außerhalb des Stadtkerns; das Wohnhaus mit Kunststube behielt er als Ladengeschäft. Während der NS-Zeit profitierte er von der Förderung durch die Meersburger Bürgermeister Karl Moll und Friedrich Vogt, die unter dem Aspekt des Tourismus das heimische Kunsthandwerk aktiv unterstützten.

### Krippenschnitzer
Ehinger machte sich recht schnell einen Namen als Krippenschnitzer. Über die Jugendfreundschaft zu Kirchenmaler Karl Strommayer, in dessen Haus sich eine der größten Krippen Meersburgs befindet, und den Mesner Georg Seyfried kam er zu diesem Sujet. Ab Mitte der zwanziger Jahre wurden seine Krippenensembles in vielen Zeitschriften Deutschlands besprochen und abgebildet.
Zu seinen wichtigsten Werken zählte eine monumentale Krippe mit Landschaft für die Heiligkreuzkirche in Bad Kreuznach, die er um 1925 fertigte. Nach dem Zweiten Weltkrieg initiierte er zusammen mit Pfarrer Restle die Krippe (1951) in der Meersburger Pfarrkirche, in der Meersburger Bürger als Figuren zu sehen sind, die jedoch größtenteils von seinem Lehrling Berthold Brandes geschaffen wurden.

### Inneneinrichter
Obwohl er mit seinen Krippen deutschlandweit bekannt war, ist dies nur ein kleiner Teil seines umfangreichen Œuvres. Neben Heiligenfiguren und Putten fertigte er auch komplette Einrichtungen für Privatwohnungen und für Gaststätten in Meersburg, wie z. B. für den „Ratskeller“ und den „Becher“ sowie den „Bären“ und den gegenüberliegenden „Löwen“. 

### Denkmale

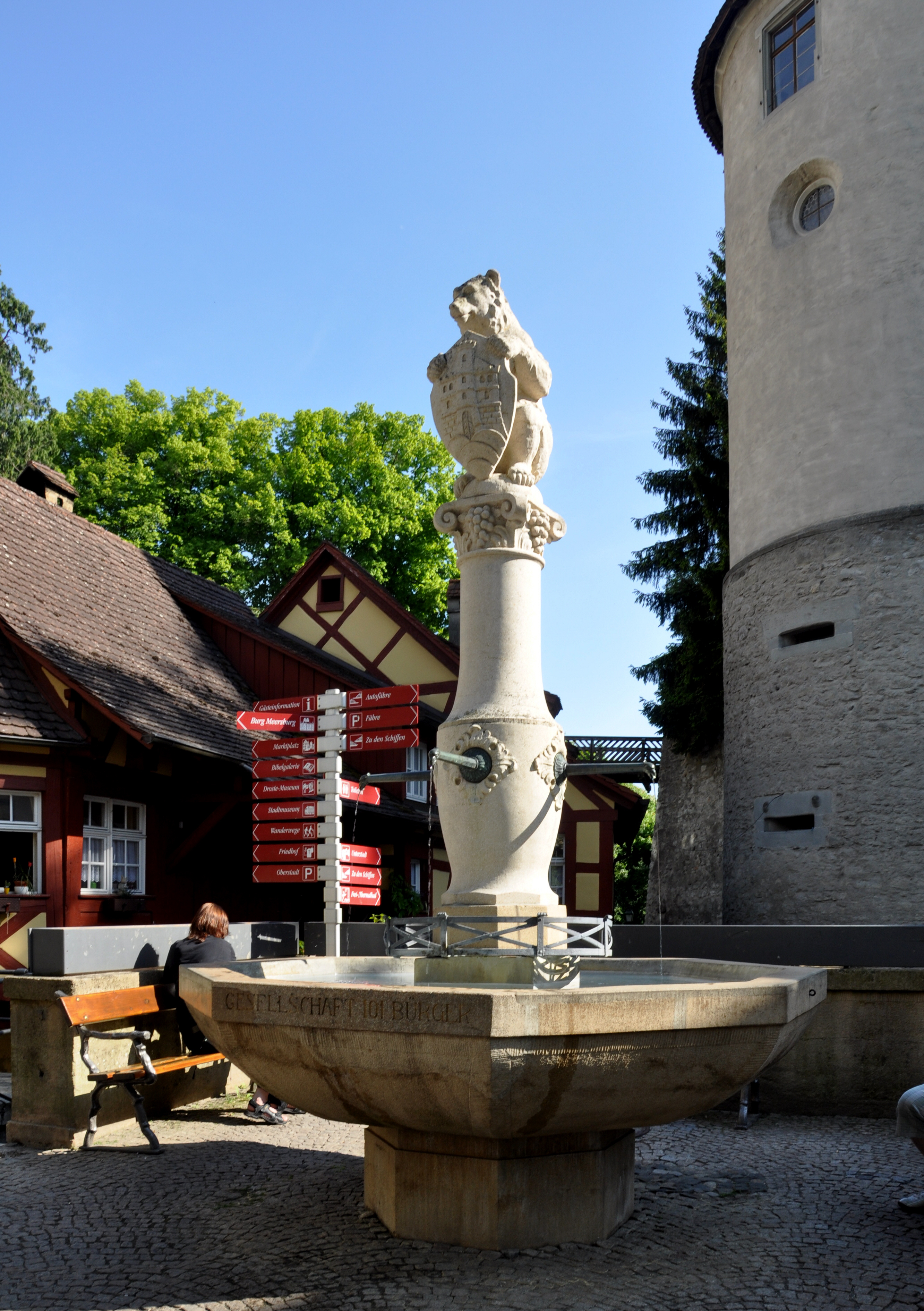
Bärenbrunnen in der Steigstraße in Meersburg von Josef Ehinger

Neben den Holzskulpturen fertigte er gelegentlich auch in Stein Gedenktafeln, Grabmale und Brunnen, wie z. B. den „Bärenbrunnen“. Dieser ist eines der Meersburger Aushängeschilder, das noch heute an prominenter Stelle in der Steigstraße an die „Bürgergesellschaft der Hunderteiner“ erinnert.
Seine Werke versandte er nicht nur innerhalb Deutschlands bis nach Stralsund, sondern auch z. B. nach Königsberg, London, New York und Cincinnati. Ferner war er an der Organisation der ersten Kunstausstellung nach dem Zweiten Weltkrieg im Alten Schloss Meersburg beteiligt und stellte dort selbst zahlreiche Exponate aus.

### Restaurator
In erster Linie steht Ehinger für bodenständige Heiligen- und Krippenfiguren im eigenständigen Stil. Doch beinhaltet sein Werk auch modern gestaltete Figuren, Porträts und Ensembles im Art-Decostil. Ferner führte er Restaurierungen von Kircheninventar und an historischen Gebäuden durch, kopierte aber auch mittelalterliche und barocke Meisterwerke der Holzskulptur. Zur lebendigen Gestaltung seiner Tierfiguren besuchte er bereits in Berlin häufig den Zoo und studierte die Bewegungen der Tiere. Der damalige Zoodirektor kaufte einige Studien Ehingers. Darüber hinaus fertigte dieser, zum Teil in Zusammenarbeit mit Sohn Reinhard, Schmuckfässer für die Winzervereine in Meersburg und Hagnau und das Staatsweingut Meersburg. Beispiele sind das „Fünfländerfass“ und das Jubiläumfass zum 50. Jahrestag des Winzervereins.

## Schüler
Nach dem Zweiten Weltkrieg erfolgten bald Aufträge von Angehörigen des französischen Besatzungsmilitärs, die es Ehinger ermöglichten mehr Lehrlinge einzustellen, als benötigt – Ehingers Version des sozialen Engagements. Zu seinen Lehrlingen zählten seine Kinder Norbert, der aber den Beruf nicht ausübte, Annette und der besonders vielseitig begabte Reinhard Ehinger, sowie Berthold „Bertie“ Brandes, aber auch Norbert Zepf, Klaus Pytzka, Konrad Holzapfel, Gregor Betz, Hermann Schneider und Hans-Georg Benz.

## Ausstellungen
- 1956 organisierte Annette Ehinger eine Ausstellung im Alten Schloss in Meersburg über ihren Vater, ergänzte diese auch mit eigenen Werken.
- 6. Dezember 2014 bis 18. Januar 2015: 125 Jahre Josef Ehinger Kunstwerkstätte in Meersburg. Im Winzerverein Meersburg in der Unterstadt von Meersburg.[17]

## Würdigung als Künstler
Der umfangreiche Nachlass inkl. Teile der Werkstatt befindet sich bei der Stadt und dem Museums- und Geschichtsverein Meersburg. Seine Werke werden in Auktionen geführt.